# White Men Can't Jump
White Men Can't Jump är en amerikansk komedifilm från 1992.

## Handling
Billy Hoyle (Woody Harrelson) livnär sig på vadslagning om sin förmåga att spela basket. Han lurar många eftersom de förutsätter att han inte kan spela baserat på hans hudfärg. En dag vinner han emot Sidney Deane (Wesley Snipes). Deane ser en möjlighet att tjäna pengar och han och Hoyle blir kompanjoner.

## Om filmen
White Men Can't Jump regisserades av Ron Shelton, som även skrivit filmens manus.

## Rollista (urval)
- Wesley Snipes – Sidney Deane
- Woody Harrelson – Billy Hoyle
- Rosie Perez – Gloria Clemente
- Tyra Ferrell – Rhonda Deane
- Alex Trebek – sig själv

## Remake
I januari 2017 kunde man meddela att en remake av White Men Can't Jump var i full gång. Denna remake hade premiär på Hulu och Disney+ den 19 maj 2023, med Sinqua Walls och Jack Harlow i huvudrollerna.